# Olivetti
Olivetti S.p.A. je italský výrobce výpočetní techniky, který patří do sdružení TIM Group. Sídlí v piemontském městě Ivrea. Společnost založil 29. října 1908 Camillo Olivetti a stala se prvním italským výrobcem psacích strojů. Rozvoj firmy nastal po roce 1932 pod vedením Adriana Olivettiho, který přišel s koncepcí Cultura Olivettiana, založenou na pozitivní motivaci zaměstnanců prostřednictvím rozsáhlého sociálního programu a na rozsáhlé podpoře inovací.
Po druhé světové válce se Olivetti zaměřil na rozvoj elektroniky. V roce 1959 firma vyrobila první italský počítač, nazvaný Elea 9003. V roce 1965 byla uvedena na trh první programovatelná kalkulačka Programma 101, kterou používala NASA pro řízení vesmírných letů. Hlavním oborem byla kancelářská technika jako faxy a tiskárny, pro průmysl dodával Olivetti CNC stroje. ET 101 bylo prvním elektrickým psacím strojem na světě, firma také vyráběla osobní počítače jako model M20 a stala se druhým největším hráčem na trhu po IBM. V roce 1981 získala zakázku na hlasovací zařízení pro Evropský parlament. V devadesátých letech pronikla také na trh s mobilními telefony prostřednictvím projektu Omnitel Sistemi Radiocellulari Italiani. Výroba mechanických psacích strojů byla ukončena v roce 1994 a výroba počítačů v roce 1997.
Nárůst levnější asijské konkurence v devadesátých letech vedl k finančním těžkostem a v roce 2003 se Olivetti stal majetkem italského Telecomu. Na trh s výpočetní technikou se vrátil s tabletem OliPad. Aktuální strategií společnosti je zaměření na Internet věcí. Počet zaměstnanců klesl v roce 2021 pod tři stovky.
Firma proslula důrazem na elegantní a originální vzhled svých výrobků, který vytvářeli Marcello Nizzoli nebo Xanti Schawinsky, osmkrát získala designerskou cenu Compasso d'Oro. Velký ohlas měly její reklamní kampaně, jimž dával podobu grafik Giovanni Pintori. Dbala i na architekturu svých sídel, např. závodu v Pozzuoli, který Luigi Cosenza citlivě zasadil do přímořské krajiny. Spolupracovala i s Gae Aulentiovou, Carlem Scarpou a Louisem Kahnem. V roce 2001 byl původní tovární areál proměněn v architektonické muzeum a v roce 2018 byl zařazen na seznam světového dědictví UNESCO.
K používání psacích strojů Olivetti se hlásili Indro Montanelli, Günter Grass i Leonard Cohen.